# Ulrike Schröder
Ulrike Schröder (* 20. August 1944 in Blockwinkel) ist eine deutsche ehemalige Politikerin (CDU). 

## Leben
Ulrike Schröder legte 1972 die Prüfung als Meisterin der ländlichen Hauswirtschaft ab und war bis 1990 im eigenen Betrieb tätig.
Sie ist seit 1988 Mitglied der CDU und war zeitweise Mitglied im Vorstand des CDU-Bezirks Hannover. Von 2001, als sie für Heinz Jansen nachrückte, bis 2008 gehörte sie dem Landtag Niedersachsen an.
2008 wurde sie mit dem Bundesverdienstkreuz am Bande geehrt. Sie ist verheiratet und hat zwei Kinder.